# Rudi Völler
Rudolf "Rudi" Völler (født 13. april 1960) er en tidligere tysk fodboldspiller, som i perioden 1982-1994 spillede 90 landskampe og scorede 47 mål. Han var tillige landstræner for det tyske fodboldlandshold fra 2000 til 2004. På klubplan spillede han for de tyske klubber 1860 München, Werder Bremen og Bayer Leverkusen samt den italienske klub AS Roma og den franske klub Olympique Marseille.
Han er siden 1. februar 2023 direktør for det tyske fodboldforbund (DFB) og er ansvarlig for det tyske A-landshold.

## Klubber som spiller
- 1977-1980: Kickers Offenbach
- 1980-1982: 1860 München
- 1982-1987: Werder Bremen
- 1987-1992: AS Roma
- 1992-1994: Olympique Marseilles
- 1994-1996: Bayer Leverkusen

## Klubber som træner
- 2000-2004: Landstræner for Tyskland
- 2004: AS Roma
- 2005: Bayer Leverkusen